# 膜蕨囊瓣芹
膜蕨囊瓣芹（学名：Pternopetalum trichomanifolium）是伞形科囊瓣芹属的植物，是中国的特有植物。分布于中国大陆的广西、湖南、云南、四川、江西等地，生长于海拔680米至2,400米的地区，多生长在林下、沟边以及阴湿的岩石上，目前尚未由人工引种栽培。

## 别名
细沙毛（四川兴文）